# 郭三堆
郭三堆（1950年7月—），男，山西泽州人，中国生物技术专家，中国农业科学院生物技术研究所研究员、博士生导师，被誉为“中国抗虫棉之父”。